# José Álvares de Figueiredo
José Álvares de Figueiredo (1744 -  1822) foi um desbravador e grande proprietário rural  , tronco das famíias Vilela e Figueiredo. Foi o fundador da cidade de Boa Esperança em Minas Gerais . 

## Biografia
É citado em algumas fontes com o sobrenome adulterado para “Alves” ("José Alves de Figueiredo"), tendo inclusive passando esse sobrenome a alguns de seus descendentes. Nasceu no lugar de Nodar, freguesia de São Martinho das Moitas, conselho de São Pedro do Sul, distrito de Viseu, Portugal em 20 de junho de 1744, foi batizado em 23 de junho de 1744 e faleceu em 18 de janeiro de 1822 em Boa Esperança, MG. Foi enviado para a Capitania das Minas Gerais por S. Majestade Fidelíssima, El-Rei Dom José I.  Antes de 1776, juntamente com seu amigo Constantino de Albuquerque, chegou ao acampamento de garimpo estabelecido pelo desbravador João de Souza Bueno, às margens do no Córrego de Ouro. Constantino de Albuquerque seguiu para as margens do Rio Sapucaí, onde se estabeleceu nas terras do atual município de Carmo do Rio Claro. O Capitão-mor José Álvares de Figueiredo permaneceu na região do Córrego do Ouro, onde estabeleceu morada. 
Em 21 de julho de 1778 a coroa portuguesa concedeu-lhe a propriedade da dita sesmaria, numa extensão aproximada de seis léguas de terras em quadra. De acordo com a legislação da época, para conseguir esta outorga, o Capitão-mor já deveria estar de posse das terras há pelo menos, dois anos . O Capitão-mor desembolsou oito mil cruzados pela sesmaria. Algumas fontes mencionam duas sesmarias. O equívoco decorre da divisão pelos herdeiro da sesmaria original, após a morte do Capitão-mor em 1822, criando duas grandes fazendas da região Fazenda São Pedro e Fazenda das Águas Verdes.
José Álvares de Figueiredo recebeu patente de Capitão de Ordenança duas vezes, primeiramente em Serranos (1776) e posteriormente em Boa Esperança, onde também foi nomeado Capitão em 1803. Foi proprietário da Fazenda Ribeirão de São Pedro .

## Ascendência
O Capitão-mor é filho de Manuel Gomes Alves natural de Nodar, freguesia de São Martinho das Moitas, conselho de S. Pedro do Sul, distrito de Viseu e Micaela de Figueiredo, natural da vila e freguesia de Sul, conselho de São Pedro do Sul, distrito de Viseu (falecida antes de 1771). A freguesia de Sul foi conselho até 1853. Neto paterno de Manuel Gomes natural do lugar de Nodar, freguesia de São Martinho das Moitas, conselho de São Pedro do Sul, distrito de Viseu e Leonarda de Almeida natural do lugar de Barreiros, freguesia de São Martinho das Moitas, conselho de São Pedro do Sul, distrito de Viseu. Neto materno de Manuel Álvares natural da freguesia de Formariz, conselho de Paredes de Coura, distrito de Viana do Castelo e de Ventura de Figueiredo, natural da vila e freguesia de Sul, conselho de São Pedro do Sul, distrito de Viseu  . 

## Descendência
Casou-se em 18 de novembro de 1771 em Aiuruoca, Minas Gerais, na capela de Serranos, com Maria Vilela do Espírito Santo, nascida em 4 de novembro de 1753 em Carrancas, MG e falecida em 17 de julho de 1837, filha de Domingos Vilela (Santa Maria das Palmeiras, Bispado de Braga, Portugal) e de Maria do Espírito Santo (Carrancas, MG), ambos moradores da freguesia de Aiuruoca; neta paterna de Custódio Vilela e Felícia de Siqueira (ou Cerqueira)  (ambos de Santa Maria das Palmeiras, Bispado de Braga, Portugal), neta materna de Diogo Garcia e Júlia Maria da Caridade (ambos da Freguesia de Nossa Senhora das Angústias, Vila de Horta, Ilha do Faial, Portugal)  .   Foram testemunhas o Capitão Roque de Souza Magalhães e José Garcia.
O inventário do Capitão-mor foi aberto em 18 de agosto de 1822 arrolando dez filhos, que já haviam recebido antecipadamente as legítimas maternas e paternas em 17 de julho de 1821. O casal deixou um monte mor de 39:818$512.